# (29355) Siratakayama
(29355) Siratakayama (1995 QX3) – planetoida z pasa głównego asteroid okrążająca Słońce w ciągu 5,14 lat w średniej odległości 2,98 j.a. Odkryta 28 sierpnia 1995 roku.